# Sigiliul statului New Jersey, SUA

Marele sigiliu de stat al statului New Jersey

Marele sigiliu al statului New Jersey (în engleză, the The Great Seal of the State of New Jersey) include următoarele: 
- Un scut cu trei pluguri ca blazon semnificând tradiția agriculturală a statului New Jersey.
- Deasupra scutului, se găsește o cască de cavaler orientată înainte.
- Creasta acesteia este reprezentată printr-un cap de cal.
- Personajele feminine semnifică Libertatea și zeița Ceres din mitologia romană, ambele aflate deasupra motto-ului statului New Jersey. Libertatea ține în mâna sa dreaptă un sceptru la capătul căruia se află o căciulă frigiană (în engleză, "phrygian cap"), care, venită în Statele Unite prin filieră franceză, semnifică libertatea. Ceres ține în mâna sa stângă un corn al abundenței.
- Banda albastru închis de la picioarele celor două femei conține motto-ul de stat al statului New Jersey, "Liberty and Prosperity", (Libertate și prosperitate) precum și anul considerat ca an al fondării statului, 1776.

Sigiliul statului New Jersey a fost designat de către Pierre Eugene du Simitiere în 1777. 
Acest sigiliu este, de asemenea, motivul central al steagului statului New Jersey. 